# ستاوند

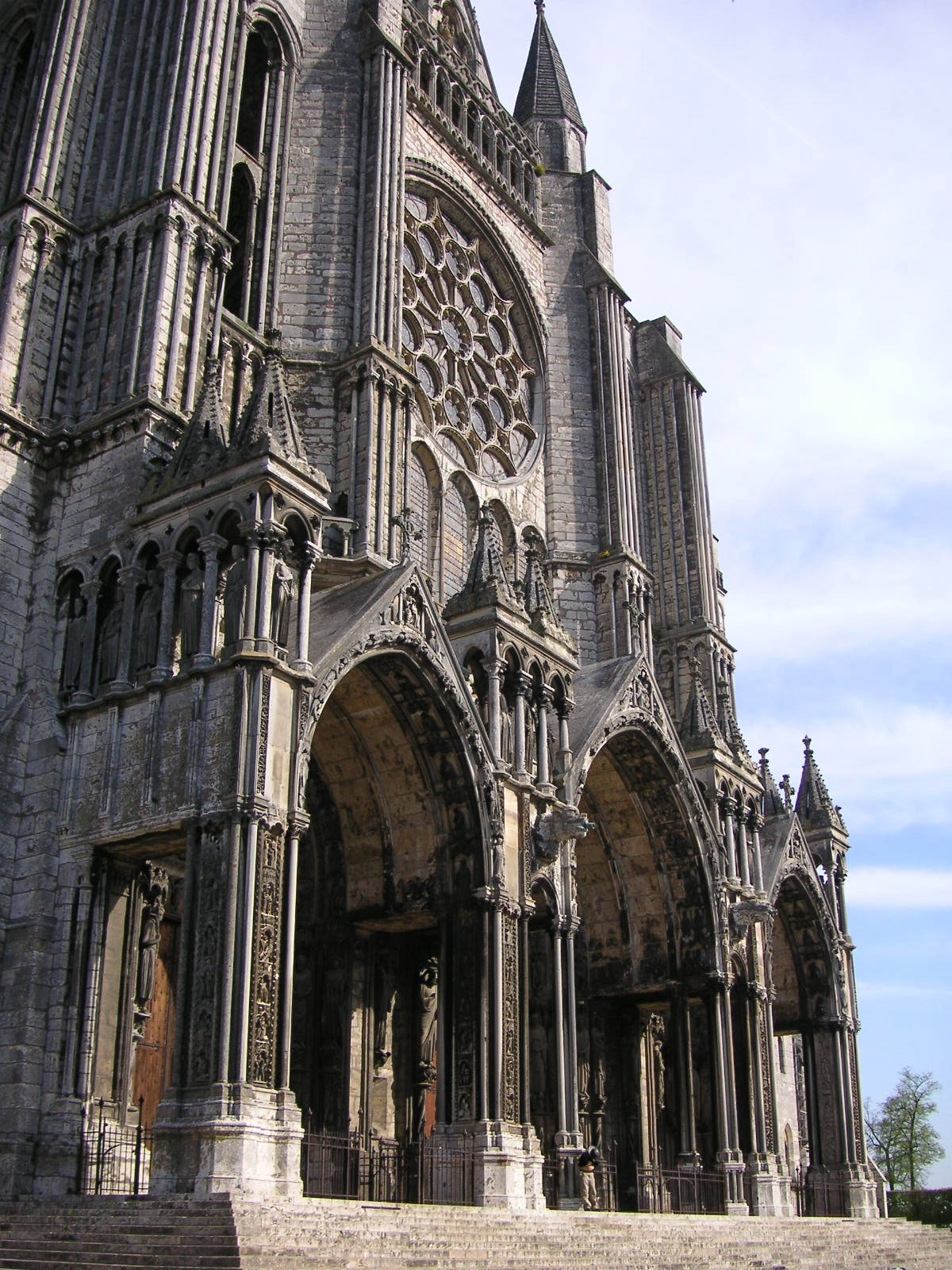
کلیسای جامع Chartres نمای جنوبی، نمایش ستاوند بنا که شامل سه طاق و ایوان بالای آن می‌شود

سُتاوَند سایه‌بان یا اتاقی واقع در ورودیِ ساختمان است. ستاوند ایوانی است که جلوی نمای یک ساختمان قرار گرفته و جبههٔ کم‌ارتفاعی را تشکیل می‌دهد. ستاوند همچنین ممکن است یک هشتی باشد. تفاوت ستاوند با ایوان آن است که فضای بالایی ایوان‌ها قابل استفاده است، اما در ستاوندها فضای زیر سازه مورد استفاده است و معمولاً در ورودی بنا قرار دارد.
سُتاوندها هم در معماری مذهبی و هم سکولار وجود دارند. سبک‌های مختلفی از سُتاوندها وجود دارند که جزئیات آنها به سنت معماری مکان آنها بستگی دارد. سُتاوندها فضایی کافی را برای شخص ایجاد می‌کنند که بتواند قبل از ورود به خانه یا بعد از خارج شدن از ساختمان، به راحتی مکث کند یا در آن آرامش یابد. بسیاری از سُتاوندها در قسمت بیرونی با طارمی‌های پشتی ساخته می‌شوند که معمولاً کل سُتاوند را محاصره می‌کنند، به جز جایی که پله‌ها یافت می‌شوند.

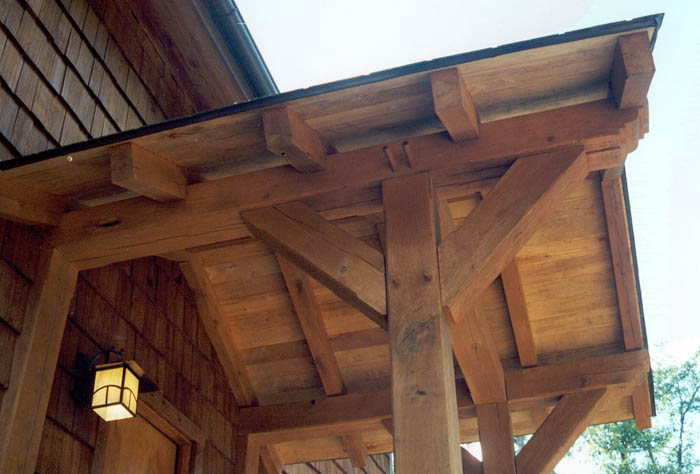
جزئیات سُتاوند چوبی داخلی

## نمونه‌های باستانی
کاخ آپادانای شهر تخت جمشید در نیمهٔ نخست سدهٔ ششم پیش از میلاد ساخته شده‌است. این کاخ دارای سُتاوندهای ستون‌دارِ باز از سه طرف است که در بین کلیهٔ بناهای کاخ تخت جمشید یک ویژگی منحصر به فرد است.

## انواع

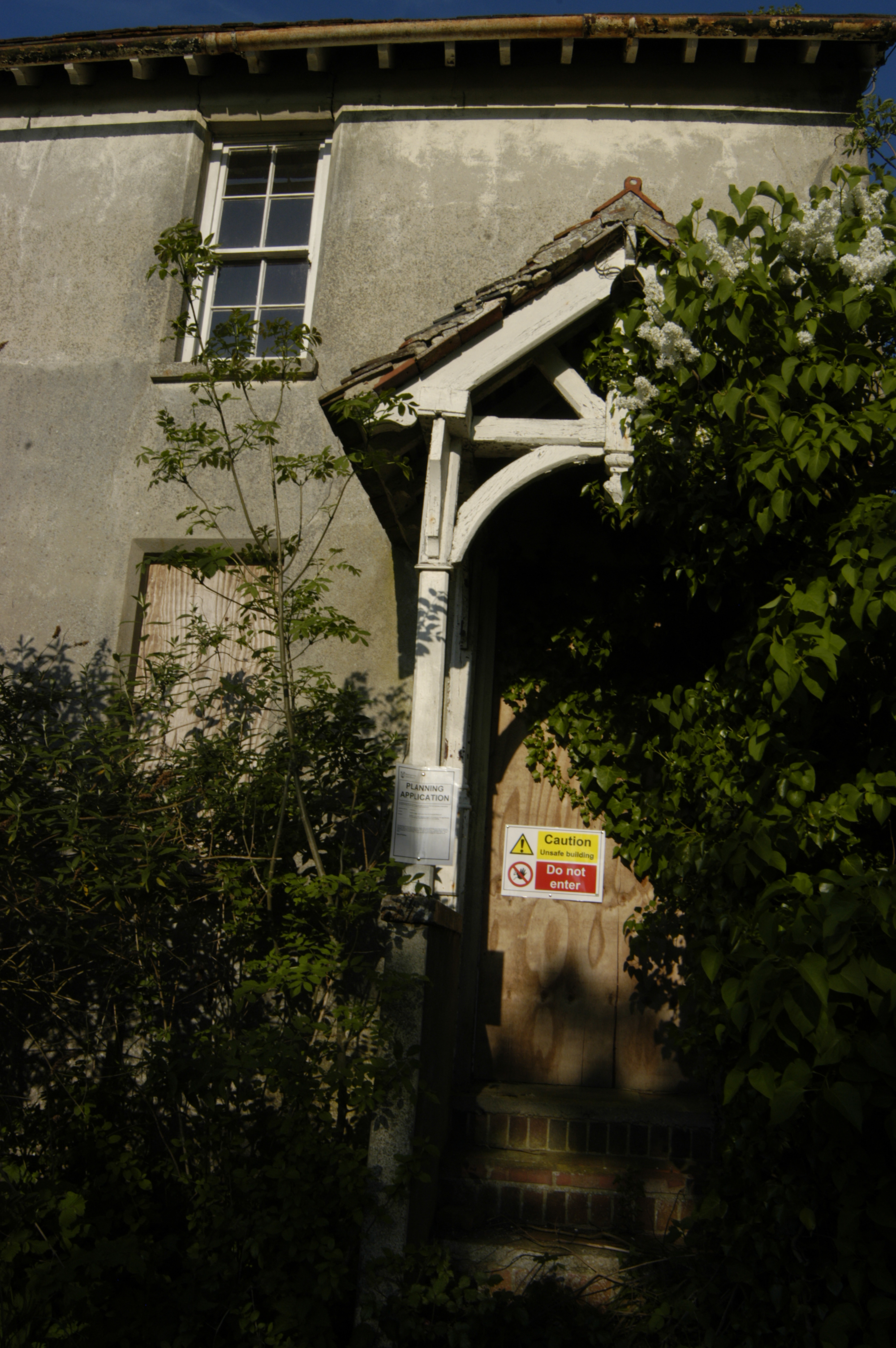
سُتاوند (حدود ۱۸۷۲) در کلبه‌های بتونی، Old Burghclere

### اتاق آریزونا
اتاق آریزونا نوعی ستاوند است که معمولاً در آریزونا یافت می‌شود.

### ستاوند نمایان
ستاوند نمایان با پرده‌هایی محصور می‌شود که به‌طور مؤثری یک اتاق با دید به فضای باز ایجاد می‌کند.

### ستاوند خواب
ستاوند خواب یک ایوان است که ساخته شده یا اصلاح شده‌است تا نوعی منطقه خواب نیمه باز باشد.

### ستاوند باران
ستاوند باران نوعی ایوان است که سقف دارد و ستونهایی که از بالای عرشه گسترش یافته و به زمین می‌رسند. سقف ممکن است چندین پا از ایوان بگذرد که یک پاسیوی پوشیده از آن ایجاد کرده‌است. ستاوند بارانی که به آن ایوان کارولینا نیز گفته می‌شود، معمولاً در جنوب شرقی ایالات متحده یافت می‌شود.

### پرتیکو
پرتیکو (Portico) (ایتالیایی) یک سبک ستاوند است که از ستون‌ها یا ستونها و حتی طاق‌ها استفاده می‌کند، مانند نمونه‌هایی که در معماری مدرن و معاصر ایتالیا مورد استفاده قرار می‌گیرد.

### لجیا
لجیا (Loggia) یک راهرو یا ایوان بیرونی پوشانده شده‌است که بخشی از طبقه همکف است یا می‌توان آن را در سطح دیگری بالا برد. سقف توسط ستون‌ها یا قوس‌ها پشتیبانی می‌شود و ضلع خارجی آن برای عناصر باز است.

### وراندا

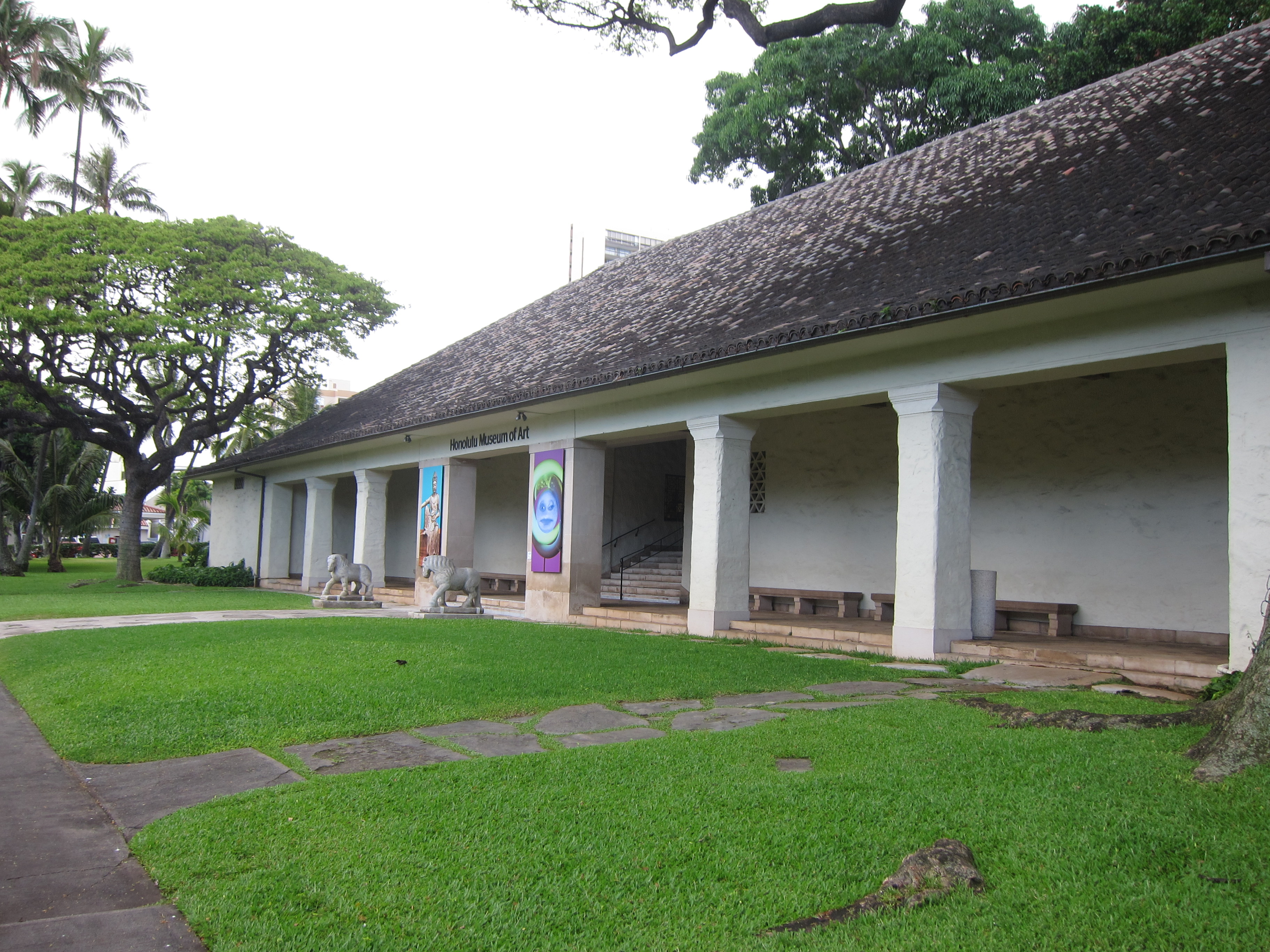
موزه هنر هونولولو - ایوان ورودی

یک وراندا سبک ستاوند معمولاً بزرگ است و ممکن است کل شامل جلو و همچنین دو طرف از یک ساختار است. یک نمونه شدید هتل بزرگ در جزیره ماکیناک، میشیگان است که دارای طولانی‌ترین ستاوند در جهان با ۶۶۰ فوت (۲۰۰ متر) به طول.

### لانایی
لانایی A Lanai یک ایوان پشت بام، روباز یا رواق باز است که منشأ هاوایی است.

### ستاوند آفتاب
یک ایوان آفتاب یا یک اتاق آفتاب که به آن یک اتاق فلوریدا نیز گفته می‌شود، می‌تواند هر اتاق یا یک ساختمان مجزا باشد که معمولاً با شیشه محصور شده‌است، اما می‌تواند یک ایوان محصور باشد. .

### ستاوند سقفی
ستاوند سقفی، معمولاً کوچک، در بالای پله‌ها و سقف هنگام پوشاندن یک ستاوند کوچک است.

## هند

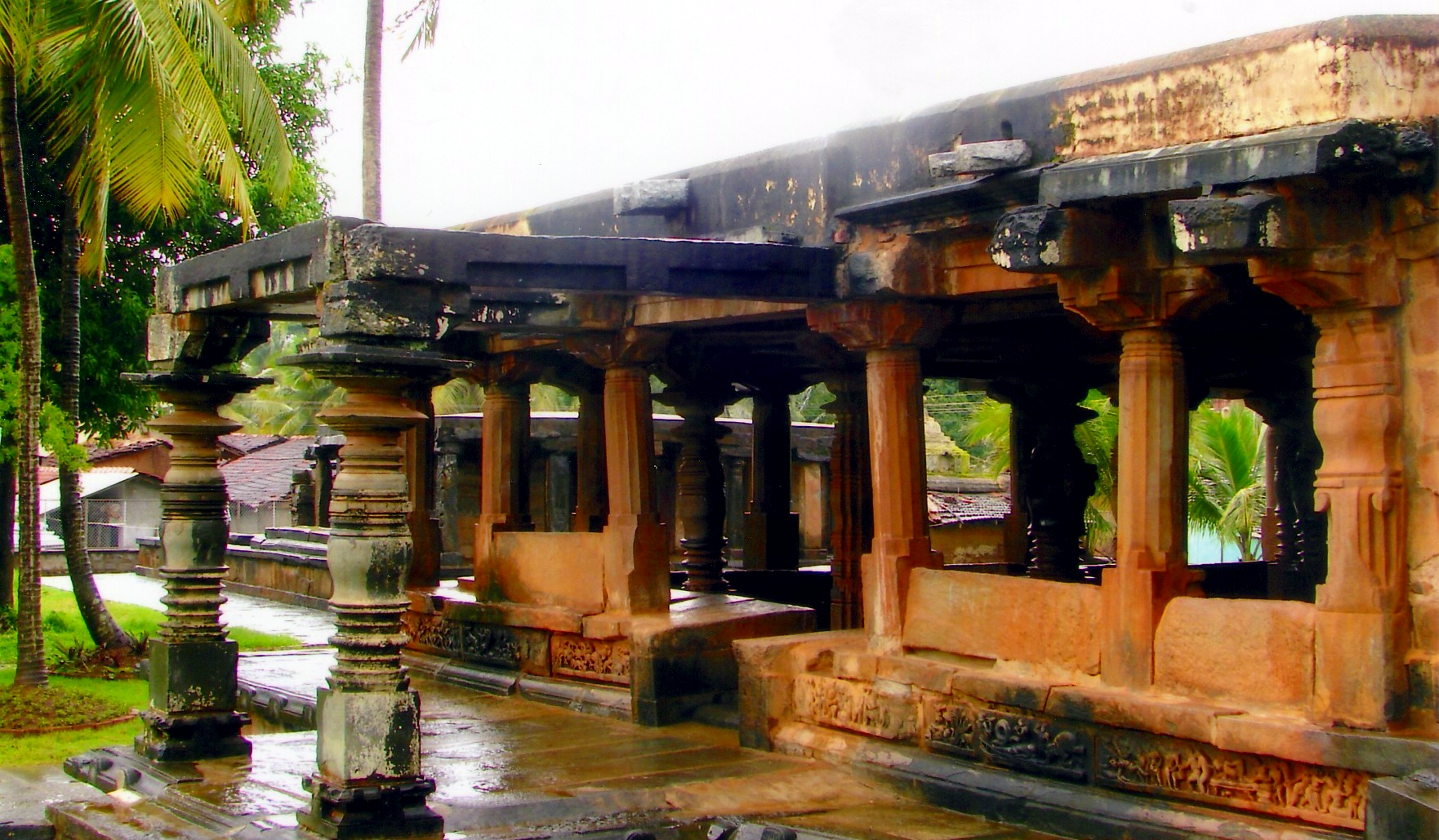
ستاوند معبد باستانی به یک مانداپا، هند

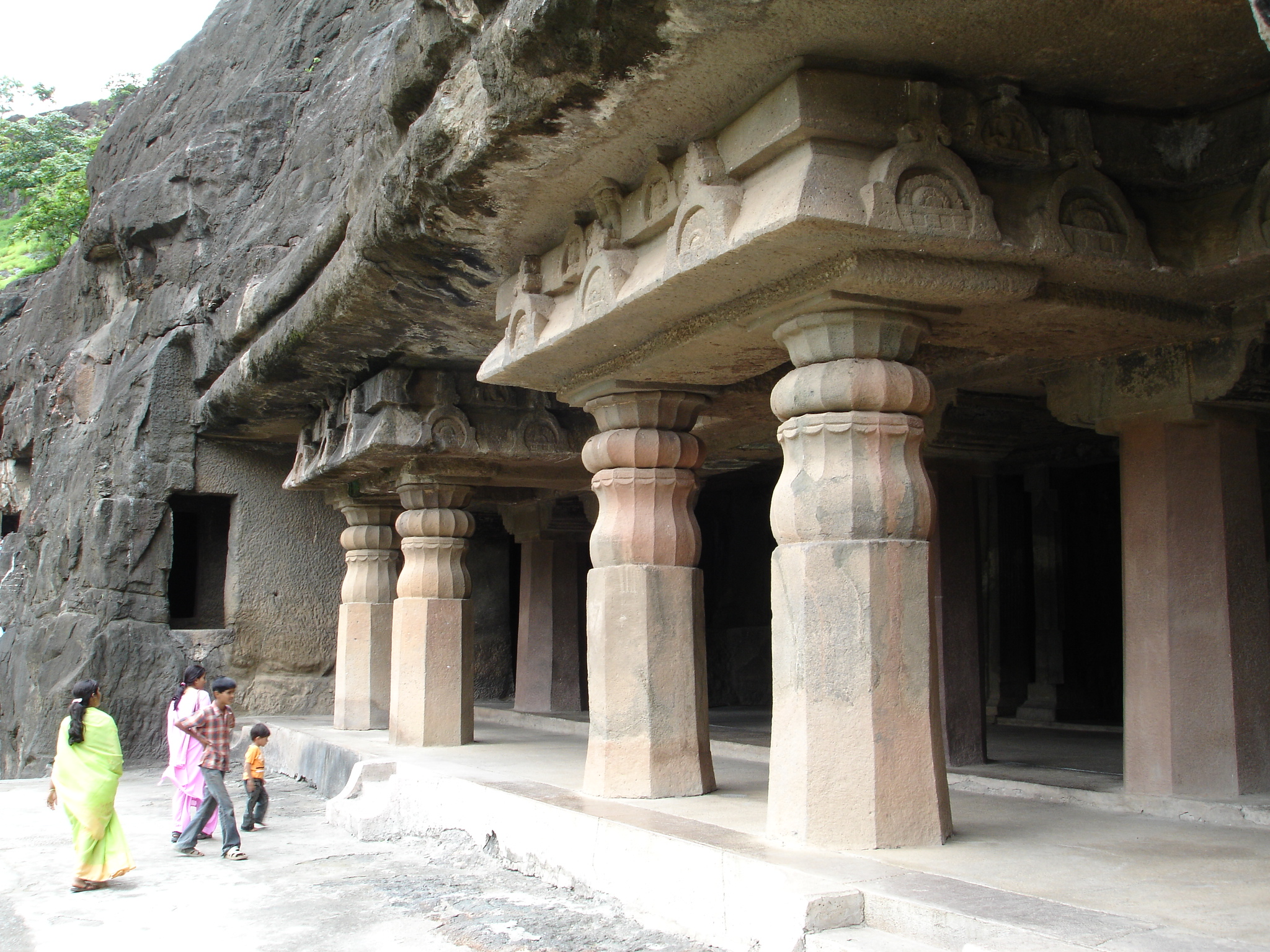
ستاوند ورودی غار دو، غار آژانتا، هند

در هند، ستاوندها عناصر محبوب معماری سکولار و مذهبی هستند. در معابد هندو، مانداپا ساختاری شبیه ایوان است که گوپورام (دروازه زینتی) را به معبد متصل می‌کند. این برای رقص‌های مذهبی و موسیقی مورد استفاده قرار می‌گیرد، و بخشی از ترکیب اساسی معبد است.  نمونه‌هایی از ساختمان‌های هند با رواق‌ها عبارتند از:
- معبد Kailash
- کاخ کوچیک بهار
- غارهای آژانتا
- معبد چنگزاوا در Somanathapura
- معبد Hoysaleswara
- خانه ذوالپور